# Château de Waleffe Saint-Pierre
Pour les articles homonymes, voir Waleffe.
Le château de Waleffe Saint-Pierre dans la localité de Les Waleffes (commune de Faimes) relève du Patrimoine majeur de Wallonie. C'est un château du XVIIIe siècle intégralement conservé, construit de 1706 à 1711 par l'ingénieur français J. Verniole, d'après des dessins de l'ornemaniste Daniel Marot réalisés à peine quelques années auparavant.
A travers une description fort détaillée, Pierre Paquet souligne son intérêt patrimonial : «  Par son plan, il représente le type même des châteaux mosans de cette époque : un corps de logis entre cour et jardin, flanqué aux extrémités de deux ailes latérales du côté cour et de deux amorces d'ailes côté jardin. […] L'opulence de l'intérieur du château contraste avec la simplicité et la rigueur qui caractérisent l'architecture extérieure. […] Le répertoire décoratif est caractéristique du style Louis XIV interprété avec beaucoup de raffinement : les fleurons et les entrelacs ; les rinceaux et les palmettes sont agencés en composition légère malgré leur symétrie. Il faut notamment signaler l'escalier d'honneur du vestibule, dont la rampe en fer forgé rehaussé de dorures est l'œuvre de Gabriel Levasseur d'après les estampes de Daniel Marot également. Le plafond de ce hall d'entrée, peint en trompe-l'œil, présente un bestiaire fort amusant où voisinent animaux exotiques et fantastiques : hérissons disproportionnés, des crocodiles terrifiants, des fauves inquiétants, etc. L'auteur de ces peintures est peut-être le même que celui de la chapelle castrale et que celui du hall du château d'Aigremont ou de l'oratoire du château de Waroux. »
Le château et la ferme voisine (ferme Beguin, aujourd'hui Laruelle) servirent de refuge au groupe « Otarie » de l'Armée secrète au cours de la Seconde Guerre mondiale,,.
Le château est actuellement la propriété du baron Ludovic de Potesta de Waleffe et sa femme Marie-Laurence de Potesta de Waleffe, née Contesse Van der Stegen.
Actuellement le château est habité par la famille. Le futur Baron, Louis de Potesta de Waleffe, a construit une herboristerie dans l'ancienne ferme. De plus, la Baronne Marie-Laurence de Potesta de Waleffe, organise chaque année "Waleffe en Fête", ou elle accueille plus au moins une quarantaine d'artisans et artistes. Finalement, la jeune fille, Anais de Potesta de Waleffe prend soin de rendre une partie du château dans un musée ou les visiteurs sont invités à visiter.